# Eria lamonganensis
Eria lamonganensis är en orkidéart som beskrevs av Heinrich Gustav Reichenbach. Eria lamonganensis ingår i släktet Eria och familjen orkidéer. Inga underarter finns listade i Catalogue of Life.